# 放牧馬 (フランツ・マルクの絵)
『放牧馬』（ほうぼくば、ドイツ語: Weidende Pferde、英語: Grazing Horses)は、ドイツの画家フランツ・マルクの連作絵画である。1910年から1911年にかけて完成され、同時期に成立した絵画『青い馬I』とともに、写実的な彩色から表現主義への過渡期を跡付けるものとなっている。

## 前史
風景の中の牧馬というモチーフにおいて、マルクの独自様式への進展をしっかりと後追いすることができる。マルクは3年間にわたって、1911年の『赤い馬』によって自分の独特な表現主義的な作風に辿り着くまで、このモチーフで描き続けた。
マルクは1908年に、後に妻となるマリアとレングリースに滞在した際、牧馬の絵に取り掛かった。マリアは後にこう述べている。
同1908年、縦約1メートル・横約2メートルの大作絵画『大きな馬の図、レングリースⅠ (Großes Pferdebild Lenggries I)』（個人蔵）が完成している。絵は、4頭の比較的密集している馬の群れを部分的に切り取ったものである。1909年に成立した『大いなる風景Ⅰ ( Große Landschaft I)』や『小馬の図 (Kleines Pferdebild)』も、『レングリースⅠ』と似たような配置の牧馬を描き出している。
1910年にマリアとジンデルスドルフに移住した後、マルクは、馬の絵を描くのに必要とした巨大なカンバスを片付けられるように、牧草地に物置小屋を建てた。だが同年完成させた絵画をいくつか、マルクは破棄してしまう
。1910年から翌年にかけて、マルクは『放牧馬』のいくつかの図を創り出すのであった。

## 放牧馬Ⅰ
『放牧馬』の第1の図は1910年に成立し、油絵具でカンバスに描かれている。本作は高さ64cm、幅94cmである。ミュンヘン・レンバッハハウス美術館のコレクションの一枚となっている。
本作は、うねうねとした景色の中にいる4頭の馬の群れを描き出している。馬が画面の大部分を占めている。馬は写実的に造形されているのに対して、風景は黄色と緑とを基調とする落ち着いた色の、曲がりくねった土地として示唆されている。絵の後景は、青と紫とを基調にして描かれている。 
動物の体の写実的な造形は、マルクの熱心な自然研究を表している。だが本作は、リズミカルな配置や構図の統一性を得ようとする努力も見受けられる。絵の後景で、1頭の馬が景色の彼方を見上げており、群れから浮き上がりつつも改めて周囲と結びつけられている。

## 放牧馬Ⅱ（断片）
『放牧馬』第2図は、高さわずか34cm、幅92.5cmの断片である。第1図と同じく1910年完成で、油絵具でカンバスに描かれている。本作はシュトゥットガルト州立美術館のコレクションの一枚である。
絵の構成や彩色は、第1図の実質に対応している。

## 放牧馬Ⅲ
『放牧馬』の第3図もまた1910年完成で、油絵具でカンバスに描かれている。本作は個人蔵からデュッセルドルフ新時代画廊 (Düsseldorfer Galerie der Neuzeit) が入手するが、1937年になると、ナチスの文化政策の観点によって美術品取引における困難さのために譲渡され、こんにち再び個人蔵に戻っている。
本作は第1図の実質に対応している。色使いは、しかしながら本質的により濃密でより対比が際立っており、太い筆触によって平たく塗り付けられている。
本作は、2008年にサザビーズによってオークションにかけられた際に最高額1650万ユーロに到達した
。

## 放牧馬Ⅳ（赤い馬）
1911年に完成した『放牧馬』第4図は、『赤い馬 (Die roten Pferde)』の別名でも呼ばれており、やはり油絵具でカンバスに描かれている。本作は高さ121cm、幅183cmである。マサチューセッツ州ケンブリッジのハーバード美術館群の一つ、ブッシュ＝ライシンガー美術館の所蔵品である。
本作は1911年秋にミュンヘン・タンハウザー美術館の展覧会に展示された。同年11月、美術蒐集家のカール・エルンスト・オストハウスが本絵画をハーゲン・フォルクヴァンク美術館のために買い入れた。ナチスは1937年に本作を「退廃芸術」としてコレクションから切り離し、スイスの画廊に買い取らせた。外交官で美術蒐集家のパウル・ガイガーが本絵画を1939年に買い入れた。ガイガー没後の1981年、ガイガー未亡人のガブリエーレが本作を相続すると、1991年よりブッシュ＝ライシンガー美術館に賃貸で託した。本作は2014年に最終的に、ガイガー未亡人の遺産から同美術館に委譲された。
本絵画は、絵の構図や彩色の点で、はっきりと先行例と区別がつく。マルク自身は本作について、その完成時期に次のように書き記した。
完成された絵を見ると、馬はけばけばしい赤で描かれている。初期の3例では4頭の馬の並びが、むしろ思いがけず自然に効果を上げているのに対して、（本作の）3頭の真っ赤な馬の並びとポーズは、明らかに構成上のもくろみに応じており、三角形に配置されている。彩色法はもはや写実的ではなく、表現主義美術で頻繁に駆使されたような「表現色 (Ausdrucksfarben)」が作用している。

## 参考画像

旧作の馬の絵
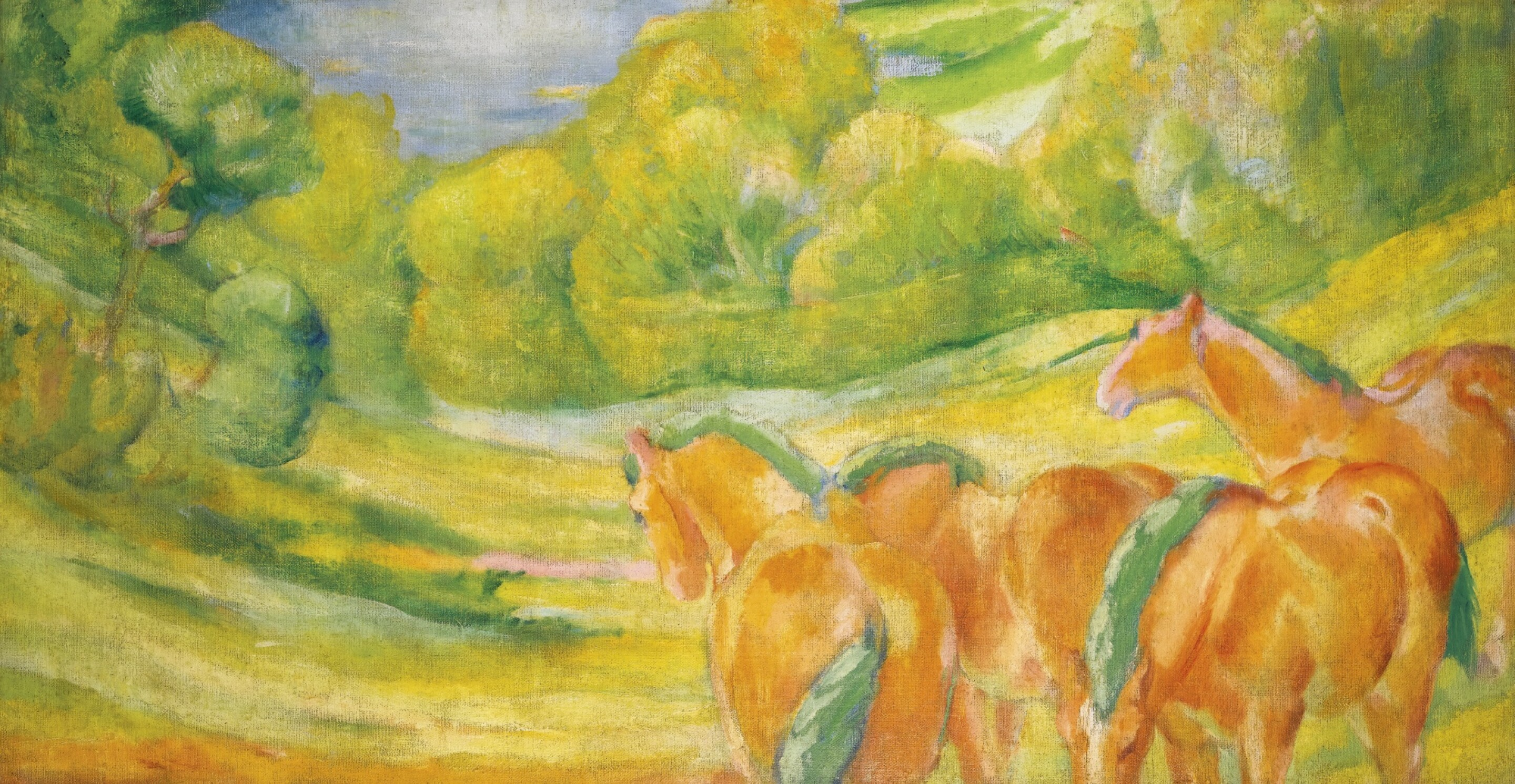
大いなる風景Ⅰ, 1909年
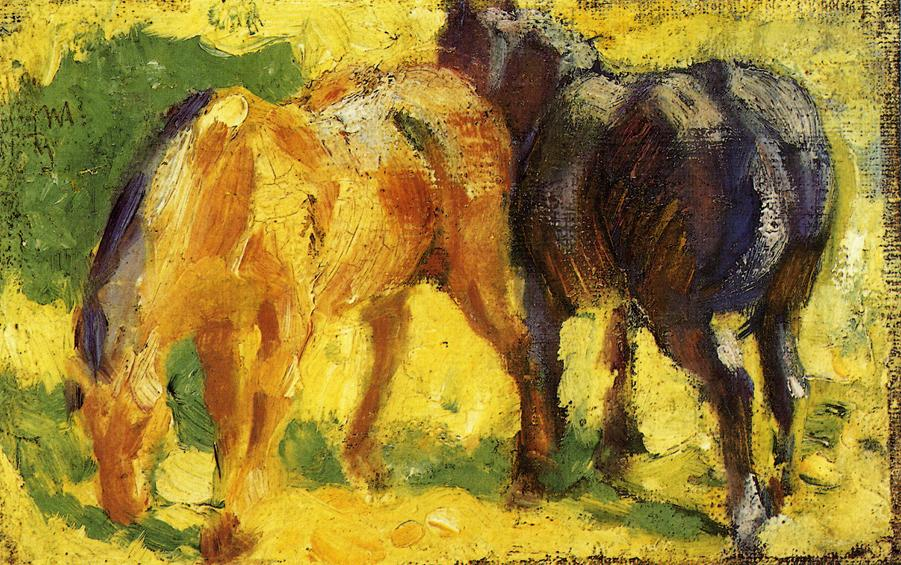
小馬の図, 1909年

## 註
1. 1 2 3  "Weidende Pferde I von Franz Marc". lenbachhaus.de (ドイツ語). Städtische Galerie im Lenbachhaus. 2020年2月27日閲覧。
2. ↑  "Weidende Pferde II". akg-images.de. 2020年2月27日閲覧。
3. ↑  "London: Bei Sotheby's erzielt Gemälde von Franz Marc neuen Rekordpreis". ShortNews. 6 February 2008. 2014年8月17日時点のオリジナルよりアーカイブ。2020年11月18日閲覧。
4. 1 2  "Grazing Horses IV". harvardartmuseums.org (英語). Harvard Art Museums. 2021年10月21日閲覧。